# L'Étudiant de Prague (film, 1913)
Pour les articles homonymes, voir L'Étudiant de Prague.
Pour plus de détails, voir Fiche technique et Distribution.
L'Étudiant de Prague (Der Student von Prag) est un film  allemand de Hanns Heinz Ewers, de Stellan Rye (assistant) et de Paul Wegener (acteur), sorti en 1913.

## Sources d'inspiration deDer Student von Prag
Entre autres influences, Hanns Heinz Ewers s'est inspiré, d'après Otto Rank,  de « L'histoire du reflet perdu » au chapitre III du tome II des Contes fantastiques d'E.T.A. Hoffmann.
Le motif du « double » est en effet « l'un des thèmes favoris » de la littérature romantique allemande « dont le cinéma s’emparera ».

## Synopsis
Prague, vers 1820. Balduin, un étudiant pauvre, vend son reflet dans le miroir au magicien satanique Scapinelli pour la somme de 100 000 florins afin de mener grand train. Il vit alors dans l'insouciance et tombe amoureux de la comtesse Margit. Mais son reflet continue de le suivre et l'empêche de faire ce qu'il veut. Plus tard, lorsque le fiancé de Margit, le baron Waldis-Schwarzenberg, a vent de leur idylle, il provoque Balduin en duel. Le jeune homme, connu pour être un bon bretteur, promet à Margit et à son père d'épargner son rival, mais son double arrive avant lui, se bat en duel avec le baron et le tue. Pour Margit, Balduin n'a pas tenu parole et il perd donc son amour. Il est alors persécuté par son « autre moi » et tire sur son double par désespoir. Balduin s'est en réalité suicidé et Scapinelli triomphe. 

## Fiche technique
- Titre : L'Étudiant de Prague
- Titre original : Der Student von Prag
- Réalisation : Hanns Heinz Ewers  (Assistant : Stellan Rye)
- Scénario : Hanns Heinz Ewers
- Photographie : Guido Seeber
- Musique : Josef Weiss
- Production : Paul Wegener
- Pays d'origine : Empire allemand
- Format : Noir et blanc - 1,33:1 - Film muet
- Genre : Fantastique
- Date de sortie : 1913

## Distribution
- Paul Wegener : Balduin
- John Gottowt : Scapinelli
- Grete Berger : la comtesse Margit
- Lothar Körner : le comte Graf von Schwarzenberg
- Fritz Weidemann : le baron Waldis
- Lyda Salmonova : Lyduschka
- Alexander Moissi